# .50 Action Express
Le .50 Action Express est une cartouche développée en 1988. Elle est notamment associée au pistolet Desert Eagle et fait partie des cartouches de pistolet les plus puissantes commercialisées.

## Historique

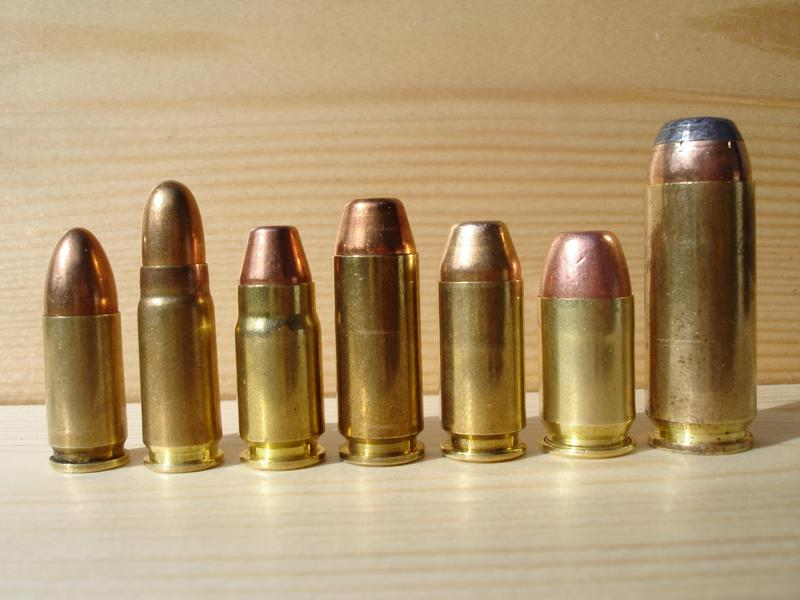
De gauche à droite : 9 × 19 mm Parabellum, 7,62 × 25 mm TT, .357 SIG, 10 mm Auto, .40 S&W, .45 GAP et .50 AE.

Le pistolet semi-automatique Desert Eagle est conçu à la fin des années 1970 par Magnum Research. L’arme utilise alors des cartouches de .44 Magnum. Afin d’améliorer ses performances, Evan Whildin, de l’entreprise Action Arms, développe en 1988 une nouvelle cartouche, la .50 Action Express. Bien que d’un calibre supérieur, l’usage de la .50 AE sur le Desert Eagle ne nécessite que le remplacement du canon, Whildin ayant pris soin de conserver le même diamètre de culot que sur la 44 Magnum et ainsi éviter de devoir également remplacer la chambre.
Sur le marché civil, la cartouche est essentiellement vendue destinée à la chasse au pistolet du gros gibier, comme les cerfs, ou pour être utilisée dans une arme de secours lors de la chasse d’animaux dangereux, comme les ours.

## Description
La .50 AE utilise une balle de 0,5 pouces (12,7 mm) pesant 325 grains (21 g), dont la vitesse initiale est de 427 m/s et la puissance délivrée d’environ 2 000 J, ce qui en fait la plus puissante cartouche de pistolet commercialisée. La puissance varie toutefois selon la masse de la balle, ainsi que le type et la quantité de poudre utilisée. La charge de poudre peut ainsi varier d’environ 27,5 grains (1,78 g) pour une balle de 300 grains à environ 38 grains (2,46 g) pour une balle de 325 grains.
La cartouche mesure 1,61 pouces (40,89 mm) de long, dont 1,285 pouces (32,64 mm) pour l’étui. le diamètre de celui-ci est de 0,540 pouces (13,72 mm) et celui du culot de 0,514 pouces (13,06 mm), mais l’extrémité de ce dernier est rabattue de sorte à faire 0,45 pouces (11,43 mm) et permettre ainsi l’utilisation de la cartouche dans la chambre du Desert Eagle sans conversion.